# Bereczki Máté
Bereczki Máté, eredetileg Bagyinszky, 1848/1849-ben Romhányi, 1849-től Bereczki (Romhány, 1824. szeptember 24. – Kunágota, 1895. december 9.) pomológus.

## Életrajza
1824. szeptember 24-én született Romhányban, szülei Bagyinszky András és Balázs Katalin voltak. Szegény családból származott, édesapja, kőfaragással foglalkozott. Szűkös anyagi nehézségei miatt nehezen tudták taníttatni. A legfontosabb alapismereteket otthon a szülőktől sajátította el és csak 11 éves korában kezdett el tanulni a falu népiskolájában. Mivel jól tanult, édesanyja papnak szánta, így 1839-ben, 15 évesen a váci piarista gimnáziumba küldték, ahol négy évet járt, a 3. grammatikai osztálytól a 2. humanista osztályig. Mindvégig a legjobb (eminens) diákok közé tartozott. 1843 és 1845 között tanulmányait a váci püspöki líceumban folytatta, az 1. és 2. filozófiai osztályban, ahol szintén piarista tanárai voltak. Eközben végig megmaradt világi hallgatónak, mert de a papi pályára nem érzett hivatást. A felsőbb osztályokban fiatalabb diáktársai korrepetálásával teremtette elő tanulásának költségeit.
1845 őszén a pesti egyetem jogi és államtudományok karára iratkozott be. A tanulás mellett elsajátította a francia és a német nyelvet is. Ebben az időben ismerkedett meg a reformkor eszméivel, amelynek lelkes híve lett. Az 1848. március. 15-i eseményben is részt vett. Közvetlen kapcsolatot alakított ki Vasvárival, Jókaival, Petőfivel. Ekkor változtatta meg Bagyinszki családi nevét Romhányira. 1848-ban tett ügyvédi vizsgát.
A szabadságharc idején katonai szolgálatra jelentkezett, ahol érdemeiért tiszti rangot kapott. A szabadságharc leverése után álnéven bujdosott ismerőseinél. A világosi fegyverletétel után változtatta nevét Bereczkire, mivel egy ilyen névre szóló útlevélhez jutott.Hat évig bujkált, ami csak 1856-ban, az amnesztia során ért véget. A közkegyelem után nem vállalt hivatalt, nem kívánta az önkényuralmat szolgálni. Ismerős birtokosoknál vállalt magántanítást és közben egyre többet foglalkozott a kertészettel, melynek ismeretét édesapjának köszönhette.
1860-ban lépett állami alkalmazásba, közjegyzőséget vállalt. Korábbi álláspontját abban a reményben adta fel, hogy több időt szentelhet majd a gyümölcstermesztésnek. Elképzelésében azonban csalódott, mert a hivatali élet mellett nem tudta terveit valóra váltani, ezért 1862-ben lemondott hivataláról. Ekkor vállalta el egykori barátjának Sármezey Antal kincstári bérlőnek ajánlatát, aki magához hívta Mezőkovácsházára, kunágotai pusztájára gyermekei nevelésére. Itt segítő társakra talált, ahol 33 évet töltött el. A bérleményen kezdte el a gyümölcsfajtákkal való foglalkozást és a gyümölcstermesztést. Sármezey támogatásával kialakította híressé vált kertjét, mely lehetőséget adott tudományos munkássága kibontakozásához.
Bérelt, később megvásárolt területen alapította meg faiskoláját és gyümölcsnemesítő telepét, amelyben hatalmas gyümölcsfajta-anyagot gyűjtött össze. Az volt a célja, hogy megbízható fajtatiszta gyümölcsöst hozzon létre. A szakirodalom segítségével alakította ki faiskoláját, fajtagyűjteményes kísérleti kertjét. A szaporítóanyagot elsősorban a hazai faiskola-tulajdonosoktól szerezte be. Így került kapcsolatba a Bátorkesziben működő Kovács Józseffel, az enyingi Glocker Károllyal.
A fajták nagy részét külföldről hozatta, neves gyümölcsszakértőktől. Általa vált ismertté a Daru, a Sóvári, az Orbai, a Sikulai, Batul, Ponyik és más alma. Így alakította ki országos hírűvé nőtt kertjét, mely az 1870-es években az ország egyetlen hiteles fajtagyűjteménye volt.
A gyümölcstermesztéssel kapcsolatos tapasztalatait a hazai szakirodalomban közölte. Szakcikkei alapján neve és munkássága rövidesen közismertté vált. Nagyszerű kertészekkel állt kapcsolatban, de számtalan, tőle szakmai segítséget kérő ismeretlen termesztőkkel, nagybirtokosokkal, tanítóval.
Az 1860-as évek közepén a belga Van Mons Gyümölcsészeti Társaság és 1868-ban a híres német pomológiai társaság tagjává választották. A hazai szaklapokban egyre több dolgozatot közölt, csaknem 25 évig szorgalmas írója a hazai szakfolyóiratoknak, de rendszeresen közölt cikkeket külföldi szaklapokban is. 1875-ben a gyümölcstermeléssel kapcsolatos tudnivalókat önálló műben összefoglalta, és egyben közölte a kertjében nevelt gyümölcsfajták pontos pomológiai leírását is majd Aradon, saját költségén adatta ki a négy kötetből álló "Gyűmölcsészeti Vázlatok" című munkáját.
A fajták mellett számos más szakmai kérdéssel is foglalkozott. Faiskolák átszervezésével kapcsolatban tervezeteket készített, közismertté tette az oltási, ápolási növényvédelmi munkákat. Szervezési kérdésekkel is foglalkozott, indítványozta egy Országos Pomológiai Társaság létrehozását, az ország gyümölcstermesztési körzetekre való beosztását. Szükségesnek tartotta az árugyümölcsök termesztését, a kereskedelem, a piac, szállítás megszervezését.
A magyar és külföldi gyümölcsfajták leírásával a magyar pomológiai szakirodalom megteremtője lett. Pomológiai cikkei 1867-től szakfolyóiratokban jelentek meg. A híres Pomologische Monatsheftének rendszeres munkatársa volt. 800 gyümölcsfajta pontos megállapítását és leírását végezte el.

## Művei
- Gyümölcsészeti vázlatok: I-IV. kötet. Arad: (kiadó nélkül). 1877–1887.
- Bereczki Máté levelei. Sajtó alá rend. Szabó Pál, szerk. Csoma Zsigmond, Oroszi Sándor. Budapest: Magyar Mezőgazdasági Múzeum. 1995.
- Gyümölcsészeti vázlatok: V. kötet. Hátrahagyott irataiból összegyűjt. Szabó Pál. Budapest: Országos Mezőgazdasági Minősítő Intézet–Mezőgazda. 2007.
- Bereczki Máté és Dörgő Dániel levelezése [1871–1889]: I-VII és melléklet. Szerk. és jegyzetzekkel ellátta Tolnay Gábor. Szolnok: (kiadó nélkül). 2012–2018.